# Lachnum salicariae
Lachnum salicariae är en svampart som först beskrevs av Rehm, och fick sitt nu gällande namn av Raitv. 1991. Lachnum salicariae ingår i släktet Lachnum och familjen Hyaloscyphaceae.  Arten är reproducerande i Sverige. Inga underarter finns listade i Catalogue of Life.